# Roman Opałka
Roman Opałka (Hocquincourt, Franciaország, 1931. augusztus 27. – Chieti, Olaszország 2011. augusztus 6.) lengyel festő. Łódźban és Varsóban tanult. 1977 óta Franciaországban élt.

## Munkássága
Az 1960-as évek elején elsősorban metszeteket és különféle anyagokkal megtöltött fatárgyakat (Integráció) készített. 1965-ben kezdte festeni Détails c. jelzett sorozatát, amelynek valamennyi darabján balról jobbra haladva, egymást követő sorokban, növekvő értékű számjegyeket ír egyszínűre festett vászonra (1965/1–?: Détail 3307544–3324357 Párizs, Pompidou-központ). Az első kép az egyes számmal indult, 2001-ben több milliónál tart, és a sort haláláig akarja folytatni. 1972-ig a fehér számok fekete alapra íródtak, azóta az alap fokozatosan világosodik, ez idővel a számok olvashatatlanságához vezet, amely feltételezése szerint elmúlásával esik majd egybe. 1972 óta a lejegyzett számjegyeket lengyelül hangosan ki is mondja, és magnószalagra rögzíti. 

## Kiállításai
Több európai városban szerepelt „Nagy Retrospektív” (Altenburg, Altenau Museum, 2002–03; Drezda, Stadt Palais, 2003; Zug, Kunsthaus, 2003) és „Opałka 1965/1–∞” című kiállításával (Berlin, Neuer Sächsischer Kunstverein, 2003; Párizs, Galerie Praz–Delavallade, 2004). Az utóbbi, a Détails-sorozathoz tartozó festményeit több USA galéria is bemutatta (Los Angeles, Grant–Selwyn Fine Art, 2002–03).

### Angol nyelven
- opalka1965.com Roman Opalka Website
- Works Information
- www.the-artists.org
- Netart project dedicated to Roman Opalka Archiválva 2008. június 11-i dátummal a Wayback Machine-ben
- PersonalStructures.org